# محرشفة العرف المغولتافية
محرشفة العرف المغولتافية (الاسم العلمي:Lepidolopha mogoltavica) هي نوع من النباتات تتبع جنس محرشفة العرف من الفصيلة النجمية.